# 百地章
百地 章（ももち あきら、1946年10月4日 - ）は、日本の法学者（憲法学）。 博士（法学）（京都大学・論文博士・1993年）。日本大学名誉教授。国士舘大学特任教授。

## 経歴
- 1946年 - 静岡県[1]出身。
- 1965年 - 静岡県立浜松北高等学校卒業[5]
- 1969年 - 静岡大学人文学部法経学科卒業
- 1971年 - 京都大学大学院法学研究科修士課程修了[3]
- 1971年 - 愛媛大学法文学部助手（のち助教授）
- 1985年 - 愛媛大学法文学部教授
- 1993年3月23日 - 博士（法学）取得（京都大学、論文博士（乙号）、タイトル『憲法と政教分離』」）[6]。
- 1994年 - 日本大学法学部教授[3]（ - 2016年）
- 2009年 - 国士舘大学大学院客員教授[4]
- 2017年 - 日本大学名誉教授
- 2017年 - 国士舘大学特任教授[7]

## 人物
- 静岡大学では「生長の家学生会全国総連合」で民族派学生運動に関与[8][9]。全日本学生文化会議の結成にも関与し第1回大会「日本の文化と伝統を護る学生の集い」を運営した。
- 安倍晋三のブレーンの一人[9]。2012年自由民主党総裁選挙の際は、「安倍晋三総理大臣を求める民間人有志の会」発起人に名を連ねた[10]。
- 日本会議の政策委員を歴任[11]。
- 谷口雅春先生を学ぶ会機関誌「谷口雅春先生を学ぶ」の編集人なども務めた[12]。
- 「21世紀の日本と憲法」有識者懇談会（民間憲法臨調）事務局長[13]。

## 主張
- 皇位継承問題に関しては、男系による皇統護持を主張し、女系となる女性宮家創設の動きを批判している[14]。
- 国旗国歌問題では教職員組合の反対を“妨害活動”と批判している[15]。
- 憲法改正論議においては改憲の立場をとる[16][17][18][19]。
  - 天皇は「君主」であり「元首」であることを憲法に明記するべき、としている[20]。
  - 自衛隊は軍隊とするよう憲法を改正するべき、としている[20]。
- 平和安全法制についても西修や浜谷英博、長尾一紘と共に合憲の立場を採る[21]。
- 選択的夫婦別姓制度に反対。「家族の絆と一体感を破壊し、家族を崩壊させかねない」などと述べている[22]。1996年には、選択的夫婦別姓制度導入に反対する「夫婦別姓に反対し家族の絆を守る国民委員会」の呼びかけ人を務めた[23]。
- 天皇の発言について、「憲法が天皇の政治への関与を禁じている中で、陛下の言葉や考えそのままに政治が動いていいのかという疑問がある。」などと述べている[24]。

## 批判
- 菅野完は百地の女性宮家反対論について、その根幹にあるのは女性に対する蔑視だとしている[25]。
- 小林よしのりは、百地の女性宮家反対論について、「妄想の世界に生きている」と批判している[26]。

## 所属学会
- 比較憲法学会理事長[3]（前）
- 憲法学会理事[3]
- 宗教法学会理事[3]
- 日独法学会[3]
- 日本公法学会[3]

## 社会的活動
- 日本会議常任理事・政策委員
- 神道政治連盟政策委員
- 「21世紀の憲法と日本」有識者懇談会事務局長
- 「美しい日本の憲法をつくる国民の会」幹事長
- 産経新聞「正論」執筆メンバー
- 国家基本問題研究所理事
- 英霊にこたえる会副運営委員長
- 日本を守る愛媛県民会議（現・日本会議愛媛県本部）運営委員長（元）
- 愛媛県公文書公開審査会会長（元）
- 愛媛県個人情報保護審議会会長（元）
- さいたま市精神医療審査会委員（前）
- 千葉県の教育を元気にする有識者会議委員[27]（元）
- 「朝日・グレンデール訴訟を支援する会」代表

## 著書
- 『憲法と政教分離』（成文堂、1991年）
- 『政教分離とは何か　争点の解明』（成文堂、1997年）
- 『靖国と憲法』（成文堂、2003年）
- 『憲法の常識 常識の憲法』（文藝春秋［文春新書］、2005年）
- 『憲法と日本の再生』（成文堂、2009年）
- 『日本国憲法 八つの欠陥』（扶桑社新書、2021年）
- 『憲法における天皇と国家』（成文堂、2024年）

### 共著
- ゲアハルト・ライプホルツ『現代民主主義の構造問題』（木鐸社、1974年）- 阿部照哉・初宿正典・平松毅と共訳
- 『憲法Ⅰ 総論・統治機構』（成文堂、1986年）- 佐藤幸治・渡辺良二・平松毅・浦部法穂と
- 『国家と宗教の間―政教分離の思想と現実』（日本教文社〈教文選書〉、1989年）- 大原康男・阪本是丸と
- 『世界憲法集』（有信堂、1991年）- 阿部照哉・畑博行編、共訳
- 『新憲法のすすめ―日本再生のために』（明成社、2001年）- 大原康男ほか
- 『日本人なら知っておきたい靖國問題』（青林堂、2007年）

大原康男・小林よしのり・小堀桂一郎・高森明勅・中西輝政・西尾幹二・長谷川三千子と

### 明成社ブックレット
- 『「人権擁護法」と言論の危機―表現の自由と自由社会を守れ!』（明成社、2008年）
- 『外国人の参政権問題Q&A』（明成社、2009年、改訂版2010年）
- 櫻井よしこ・竹田恒泰との共著『「女性宮家創設」ここが問題の本質だ!！』日本会議編（明成社、2012年）
- 『女子の集まる憲法おしゃべりカフェ』（監修）（明成社、2014年）
- 『緊急事態条項Q＆A　いのちと暮らしを守るために』（明成社、2016年）
  - 増補改訂版『緊急事態条項Q＆A　新型コロナウイルス対応でわかった日本国憲法の非常識』（明成社、2020年）
- 『これだけは知っておきたい「憲法9条と自衛隊明記」Q&A　神学論争に今こそ終止符を！』（明成社、2018年）
- 田尾憲男との共著『御代替り　平成から令和へ、私たちが受け継ぐべきもの』（明成社、2019年）

## 関連文献
- 日本大学法学会『憲法と国家の諸相』、『日本法学』第82巻第3号。2016年12月。